# قنوات
قنوات أو كاناثا أو كانثا هي بلدة في سورية، تقع على بعد 7 كم شمالي شرق مدينة السويداء، في منطقة جبل العرب على ارتفاع 1200 متر عن سطح البحر وسط الجبال التي تغطيها الغابات، وهي مدينة أثرية تعد من أشهر المدن الأثرية الرومانية، وكانت سابقا إحدى مدن الديكابلوس. بلغ عدد سكانها 8324 نسمة، وذلك وفقا لتعداد عام 2004، الصادر عن المكتب المركزي للإحصاء السوري.

## تاريخ

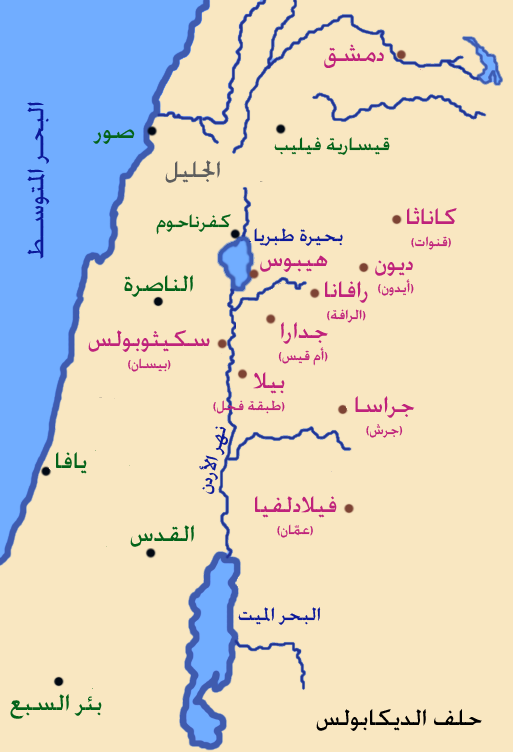
خريطة الديكابولس توضح موقع كاناثا (قنوات)

تعد قنوات أو كاناثا واحدة من أهم المدن الأثرية الرومانية في الإمبراطورية الرومانية الشرقية، وهي من مدن حلف الديكابولس، تاريخيا كانت القنوات تعرف باسم كانثا أو كاناثا. يوجد بها الكثير من الآثار الرومانية والبيزنطية، وهي مركز أسقفي ديني كان يحج إليه المسيحيون في القرن السابع الميلادي، ولها قداستها وأهميتها الدينية.

### التاريخ الهلنستي والروماني
تم ذكر مدينة كاناتا الرومانية القديمة الهلنستية (Κάναθα في اللغة الإغريقية)، لأول مرة في عهد هيرودس الأول (القرن الأول قبل الميلاد)، عندما هزمت القوات العربية النبطية جيشًا يهوديًا. ظلت مسألة خلاف بين القوتين. من وقت بومبيوس الكبير حتى تراجان، كانت مدينة ديكابوليس، وهي اتحاد فضفاض للمدن سمح له الرومان بالتمتع بدرجة من الحكم الذاتي. في القرن الأول الميلادي تم ضمّها إلى مقاطعة سوريا الرومانية، وفي القرن الثاني أعيدت تسميتها باسم «سبتيميا كاناثا» بواسطة سيبتيموس سيفيروس، وأصبحت مستعمرة رومانية، وتم نقلها إلى مقاطعة العربية البترائية.

### الأسقفية
واحد فقط من أساقفة كاناثا معروف بالاسم: شارك ثيودوسيوس في مجمع اللصوص في أفسس عام 449، وفي مجمع خلقيدونية عام 451، وفي سينودوس دعا إليه البطريرك غناديوس الأول القسطنطيني عام 459 ضد السيمونية.
لم تعد كاناثا أسقفية سكنية، فقد تم إدراجها اليوم من قبل الكنيسة الكاثوليكية ككرسي لقبي.

### العصر الإسلامي المبكر
كانت كاناثا مركزًا للمسيحية في المنطقة، وقد استولى عليها المسلمون في عام 637، وانخفضت أهميتها حتى القرن التاسع الميلادي، حيث تحولت إلى قرية فقيرة.

### العصر العثماني

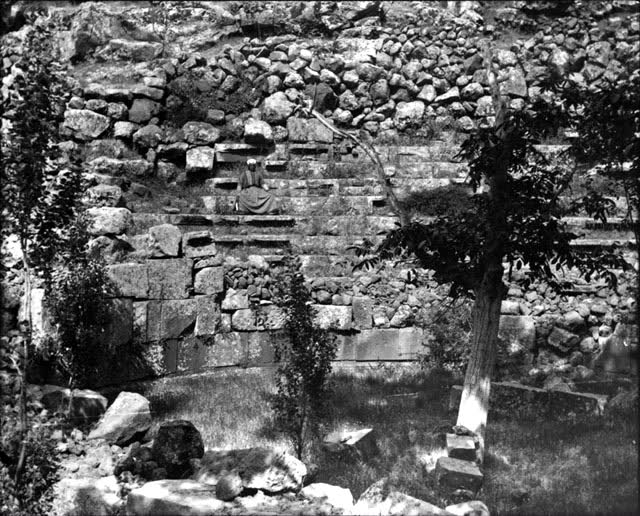
قنوات عام 1900، من أرشيف غيرترود بيل

في عام 1596، ظهرت قنوات في سجلات الضرائب العثمانية كجزء من ناحية بني ناصية من سنجق حوران. كان عدد سكانها اثني عشر مسلمًا وخمسة أسر مسيحية. وكان من بين السكان مجموعة من البدو المستقرين. دفع القرويون معدل ضريبة ثابتًا قدره 20٪ على المنتجات الزراعية المختلفة، بما في ذلك القمح والشعير والمحاصيل الصيفية والماعز وخلايا النحل؛ ما مجموعه 4750 آقجة. تم التخلي عن القنوات بين القرنين السابع عشر والثامن عشر. ومع ذلك، بحلول عشرينيات القرن التاسع عشر، كانت من أولى القرى في جبل حوران التي أعاد المهاجرون الدروز من جبل لبنان إعمارها.. في ذلك الوقت، استقرّت في القرية خمس أو ست عائلات درزية. وبسبب ماضيها الروماني، كان للقنوات بالفعل ممرّات معبدة ومنازل خالية، ومصادر مياه متاحة بسهولة. ومع ذلك، فقد زاد عدد سكانها بشكل تدريجي فقط بين عامي 1830 و1850. على الرغم من أنها أصبحت خلال تلك الفترة موطنًا لشيوخ الدين الدروز، إلا أنه لم يتم تأسيسها حتى خمسينيات القرن التاسع عشر كمقر لشيخ العقل البارز (الزعيم الديني الدرزي)، ومركزًا للسياسة الدرزية المحلية. بعد المزيد من الهجرة الدرزية إلى المنطقة بعد مقتلة الدروز والموارنة 1860، نمت القنوات لتصبح قرية كبيرة.
شيخ العقل الأول للقنوات هو إبراهيم الهجري، الذي لعب دورًا رئيسيًا في حشد مقاومة الدروز لأوامر التجنيد الإجباري للحاكم المصري إبراهيم باشا، في أواخر ثلاثينيات القرن التاسع عشر. توفي إبراهيم عام 1840، وخلفه ابنه حسين. كانت قنوات في ذلك الوقت تحت سيطرة آل حمدان، العشيرة الدرزية الرئيسية في حوران. ومع ذلك، تحت قيادة الحسين، شكّلت عائلة الهجري مشيخة العقل، والتي أصبحت تدريجياً المؤسسة الدينية الرئيسية المعترف بها من قبل دروز حوران. استخدمها آل حمدان لتعزيز نفوذهم بين الدروز، لكنهم فقدوا القنوات لصالح عشيرة الأطرش في ستينيات القرن التاسع عشر. كانت الأطرش تُسيطر اسميًا على القنوات فقط، مع إدارة عائلة الهجري لشؤون القرية بشكل مستقل من خلال مشيخة العقل

## المعالم السياحية الرئيسية
يبلغ طول أطلال المدينة القديمة الواسعة حوالي 1500 متراً، وعرضها 750 متر. يوجد بها جسر روماني ومسرح منحوت في الصخر، به تسعة صفوف من المقاعد وأوركسترا يبلغ قطرها تسعة عشر متراً، وأيضاً نيمفيوم وقناة رومانية، ومعبد كبير مع رواق وأعمدة. يقع شمال غرب المدينة في أواخر القرن الثاني أو أوائل القرن الثالث، وقد تم بناؤه على منصة عالية محاطة برواق. لسنوات، كان يُعتقد أن هذا المعبد يكرّم هيليوس، ولكن تم اكتشاف نقش عام 2002 يُظهر أنه كان مخصصًا للإله المحلي رابوس.
يعود تاريخ النصب التذكاري المعروف باسم «السرايا» إلى حوالي القرن الثاني الميلادي، وقد كان في الأصل معبدًا، ومن ثم، أصبح بازيليكا مسيحية في القرنين الرابع والخامس. يبلغ طوله 22 متراً، ويسبقه رواق خارجي وردهة بها ثمانية عشر عمودًا.
زار المستكشف الألماني هيرمان بورخارت المدينة في عام 1895، والتقط صوراً لآثارها، والصور الفوتوغرافية محفوظة الآن في المتحف الإثنولوجي في برلين [الإنجليزية].

## آثار
مدينة قنوات غنية جدا بالآثار التي ما زال الكثير منها قائما حتى اليوم وتتمثل في الكثير من الأبنية الملكية والمعابد والساحات والطرقات والكثير الكثير وتنقسم المدينة إلى قسمين:-

### القسم الأول
جزء المدينة الأعلى ومدينة كاناثا التاريخية ويعود استعمال هذه المنطقة إلى ماقبل العصر الحديدي الأول وهو عبارة عن أسوار عالية وبلوكات منبسطة وتراسات حجرية تضم عدة معابد مثل معبد زيوس ومعابد التراسات ويوجد أكبر معبد في السراي الغربي ويتكون المعبد من قدس الأقداس ومن مذبح وثلاثة قباب، ويوجد في هذا الجزء منطقة (البازليك) التي كانت تستعمل للتجارة ومباني إدارية والأسوار والخزانات.

### القسم الثاني
ويضم هذا القسم الوادي والمسرح ومعبد إلهة المياه وشبكة من أقنية المياه تحت الأرض بنظام متطور ومباني أديرة بنيت في القرن الأول قبل الميلاد، ويوجد في هذا الجزء من قنوات معبد وحمامات رومانية وخزانات للمياه إضافة إلى مباني أثرية عديدة.

## معالم قنوات / كاناثا
- معبد هليوس - إلهة الشمس
- معبد زيوس
- معبد إلهة الحكمة - آثينا
- معبد اللمثيميوم - إلهة المياه
- المسرح الروماني
- الأوديون
- الكنائس / البازليك
- الحمامات الرومانية الهامة
- المباني الرسمية
- خزانات المياه
- أقنية المياه
- البوابات
- السور
- المدافن
- الأبراج

## معرض صور

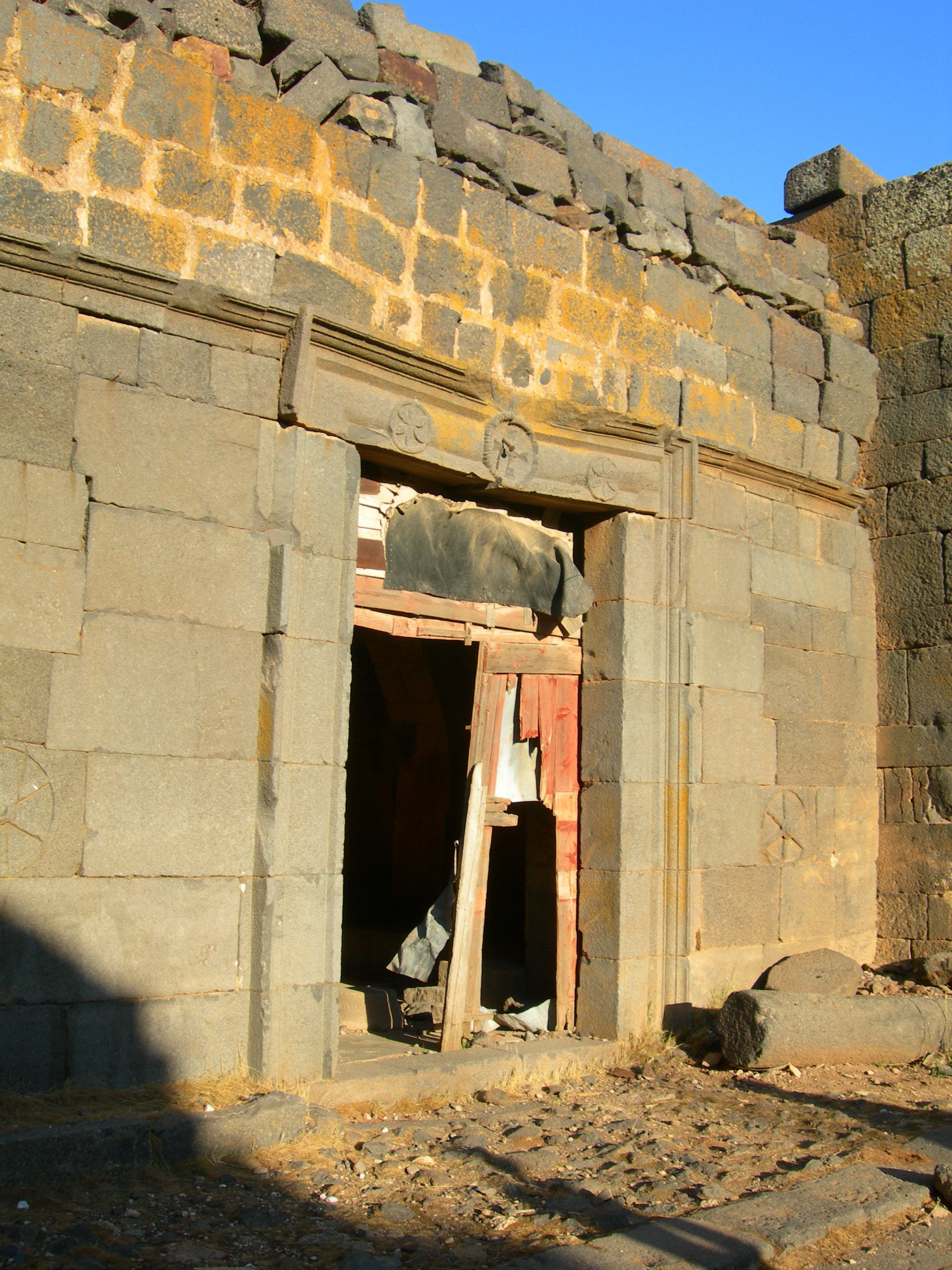
مبنى روماني 2008
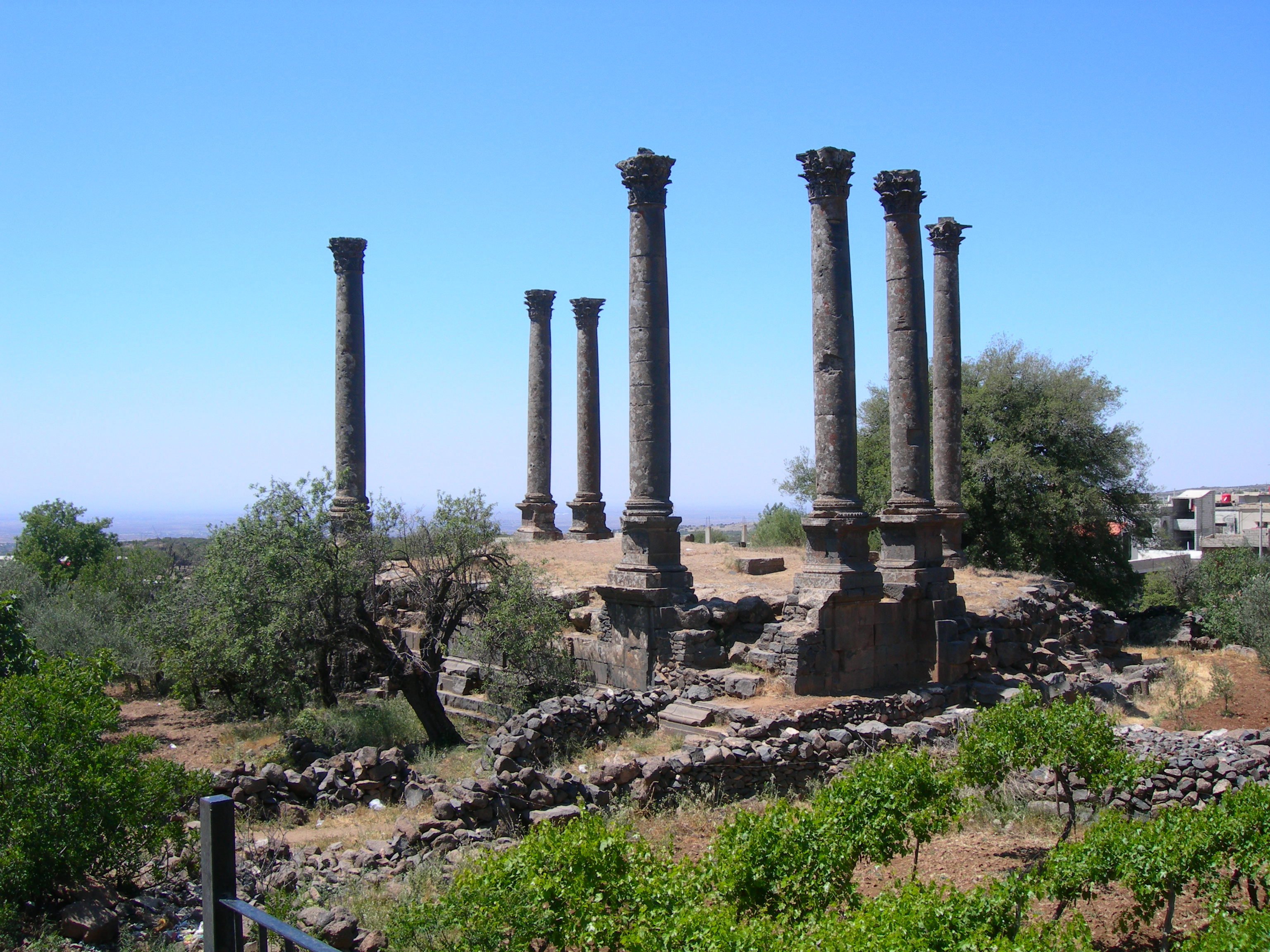
معبد ربوس عام 2008
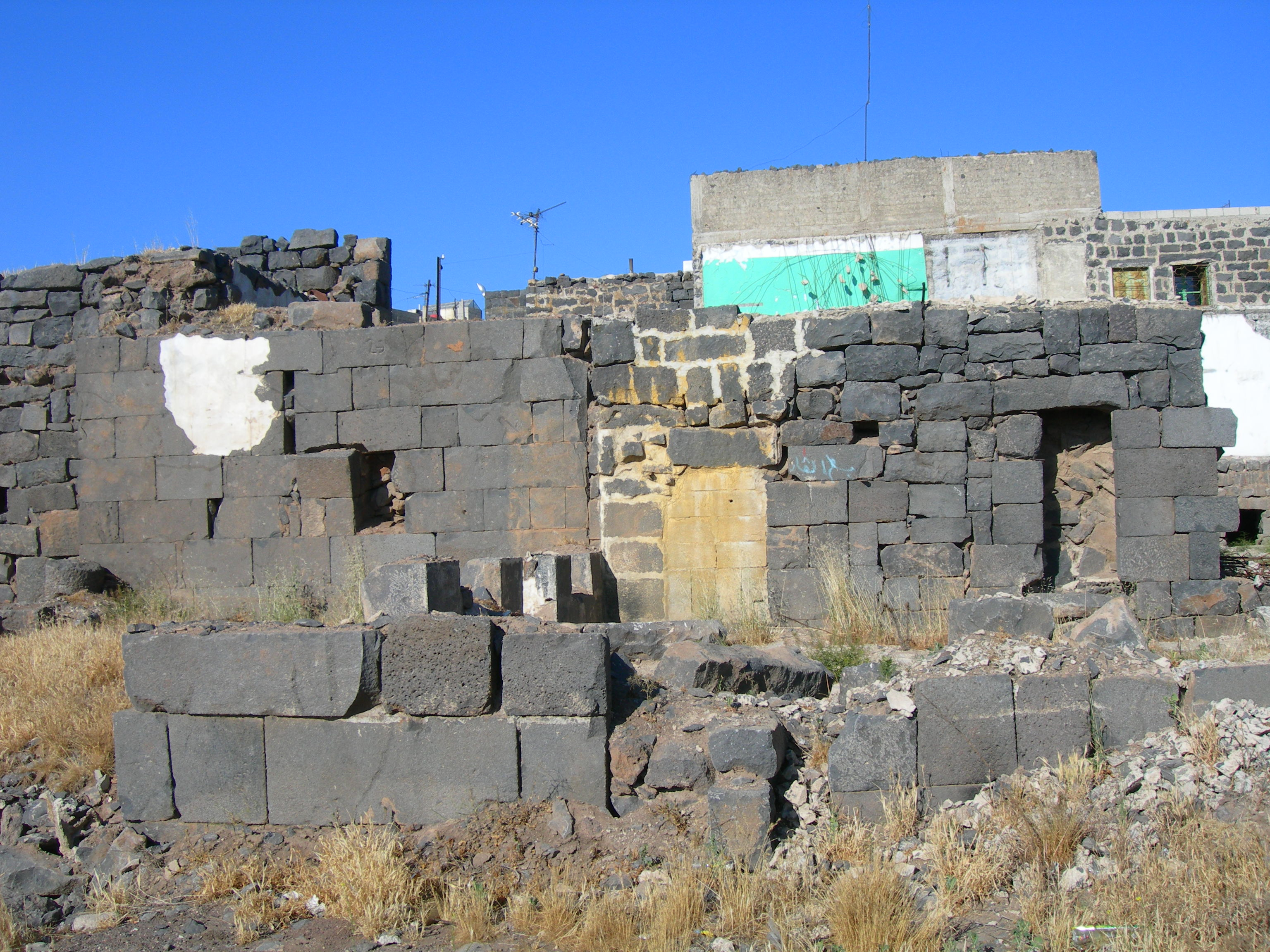
مبنى روماني عام 2008
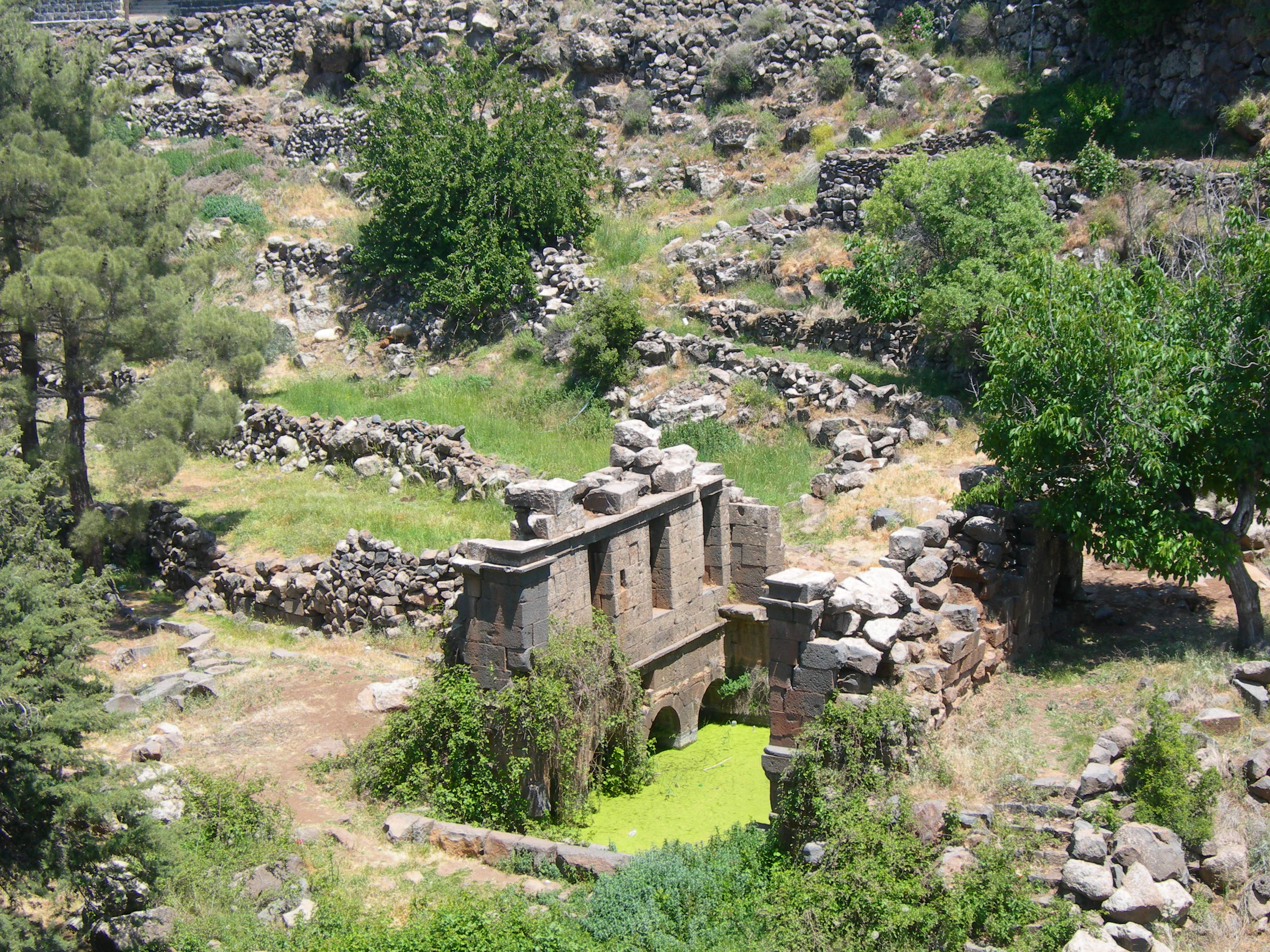
النيمفيوم الروماني
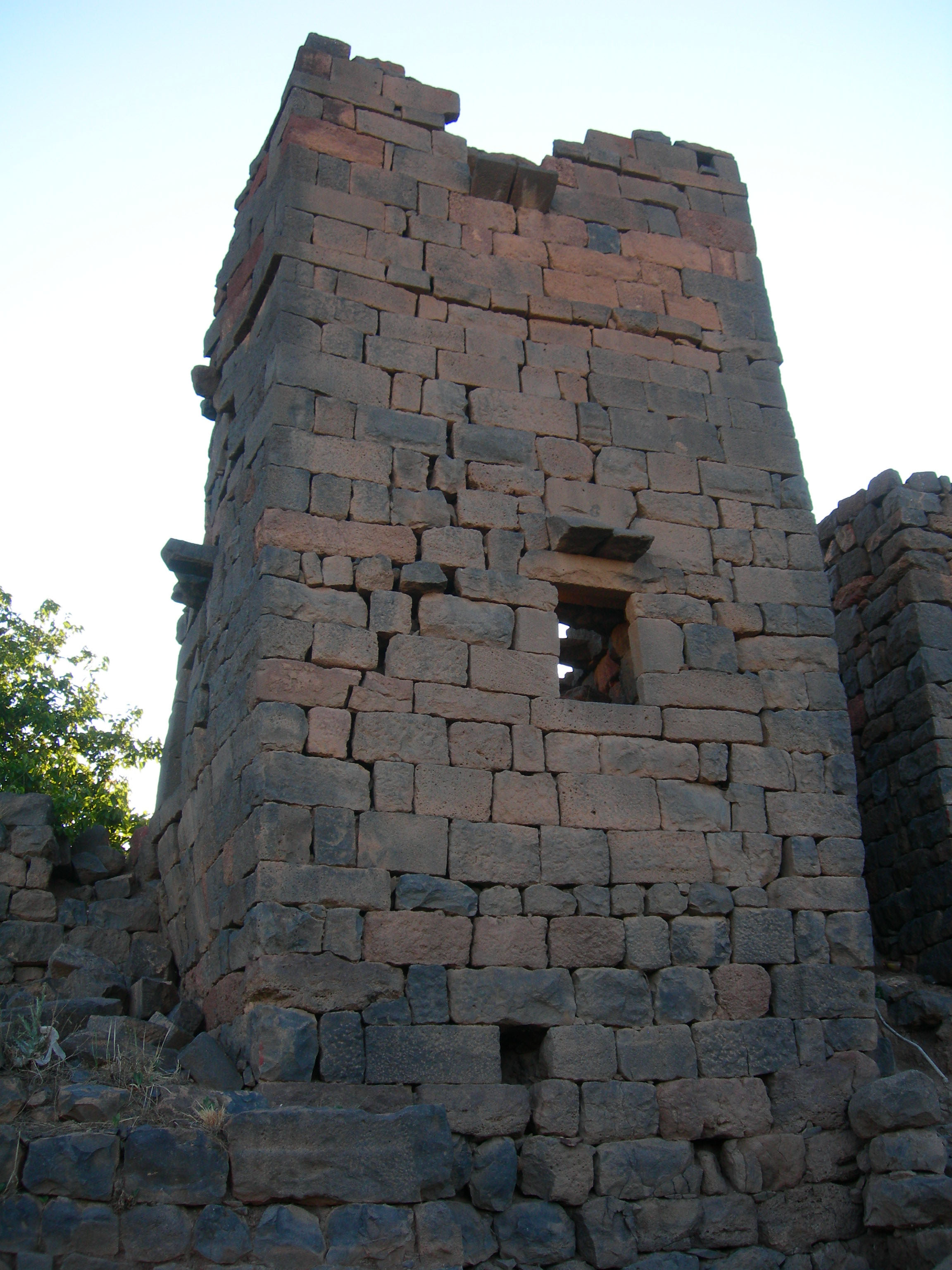
البرج الروماني عام 2008
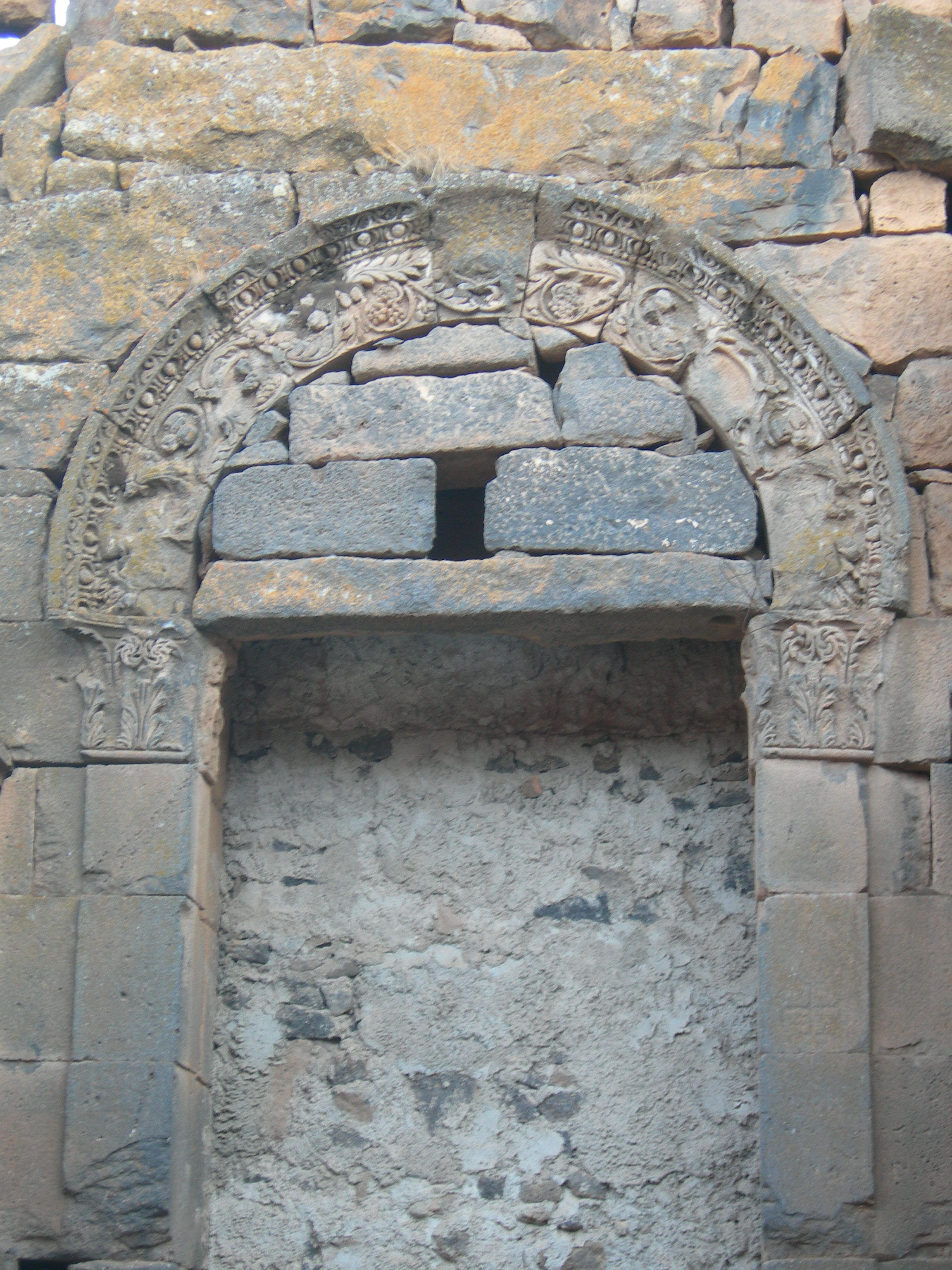
نقوش على النوافذ
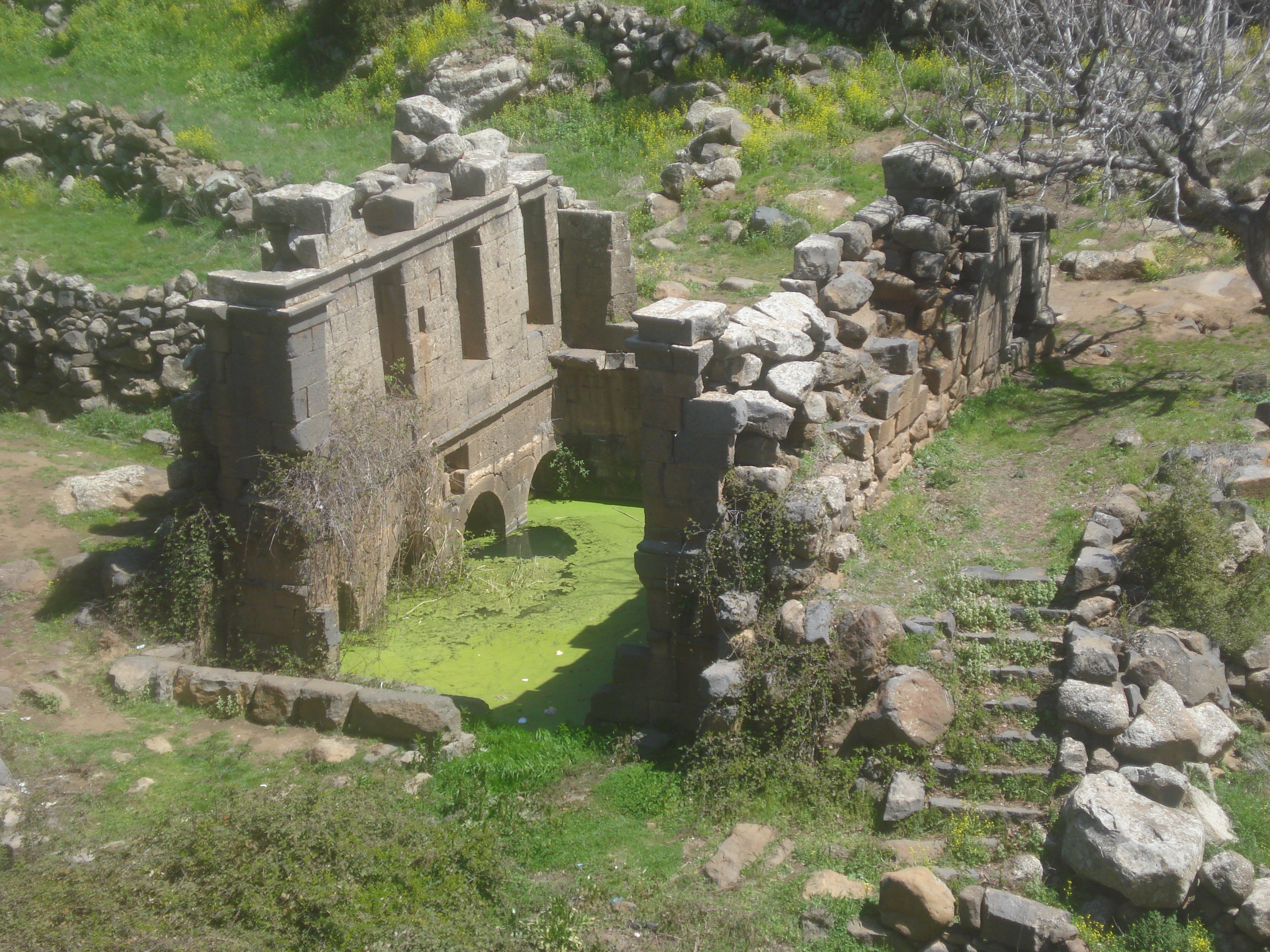
معبد حوريات الماء
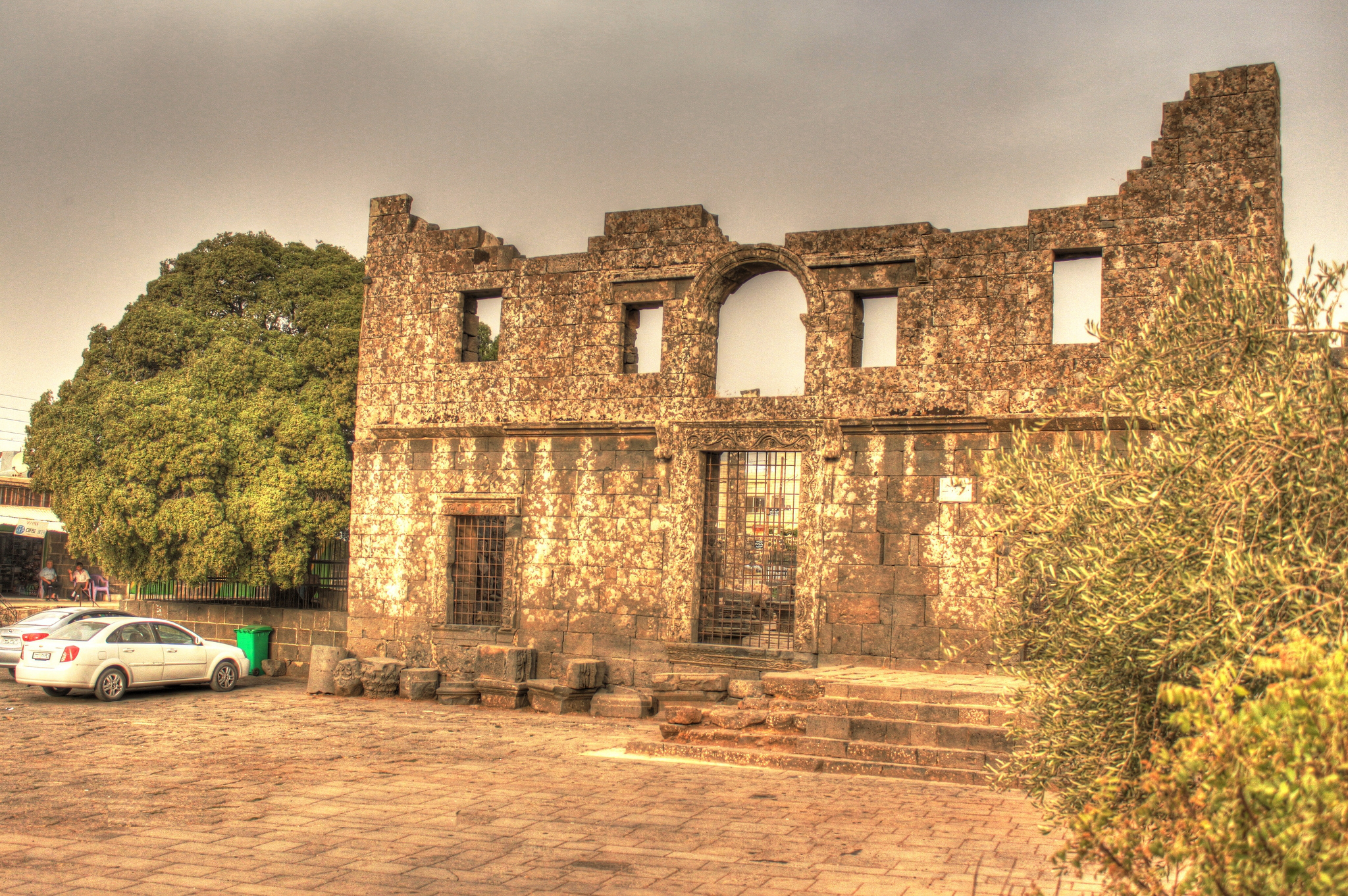

## المعلومات الكاملة للمراجع
- Betts، Robert Brenton (2010). The Druze. Yale University Press. ISBN:978-0300048100. مؤرشف من الأصل في 2023-04-21.
- Burns، Ross (2009). The Monuments of Syria. I. B. Tauris. ISBN:978-0857714893. مؤرشف من الأصل في 2017-10-10.
- Firro، Kais (1992). A History of the Druzes, Volume 1. Brill. ISBN:9789004094376. مؤرشف من الأصل في 2022-04-07.
- Hütteroth، Wolf-Dieter؛ Abdulfattah، Kamal (1977). Historical Geography of Palestine, Transjordan and Southern Syria in the Late 16th Century. Erlanger Geographische Arbeiten, Sonderband 5. Erlangen, Germany: Vorstand der Fränkischen Geographischen Gesellschaft. ISBN:3-920405-41-2. مؤرشف من الأصل في 2020-12-29.